# Donauwarte
Die Donauwarte steht auf dem 450 Meter hohen Braunsdorfer Berg im Stadtteil Egelsee in der Statutarstadt Krems an der Donau in Niederösterreich. Die Aussichtswarte liegt am Niederösterreichischen Mariazellerweg sowie am Großen Tullnerfelder Rundwanderweg und steht unter Denkmalschutz (Listeneintrag).

## Aussicht
Der Turm bietet einen Ausblick über das Donau-Tal in das Tullner Becken. Am Fuße der vorgelagerten Weinberge breitet sich die Stadt Krems aus, jenseits der Donau befindet sich das Stift Göttweig. Die Warte ist gegen Entrichtung einer geringen Eintrittsgebühr ganzjährig zugänglich.

## Geschichte
Die Warte wurde vom Österreichischen Touristenklub, Sektion Krems-Und-Stein, erbaut und am 6. Juli 1884 feierlich eingeweiht. Trotz mehrerer Renovierungen musste die Warte Mitte der 1980er Jahre wegen Baufälligkeit gesperrt werden. 1989 wurde durch den Österreichischen Touristenklub eine Generalrenovierung in die Wege geleitet, die von der Höheren Technischen Lehranstalt Krems ausgeführt wurde. Die feierliche Wiedereröffnung fand am 15. Oktober 1989 statt. Das Bauwerk wurde unter Denkmalschutz gestellt.